# CGTN 러시아어
CGTN 러시아어(CGTN-Pусский, 중국어: 中国环球电视网俄语频道)은 중국국제텔레비전의 텔레비전 채널 중 하나이다.